# メアーナ・サルド
メアーナ・サルド（イタリア語: Meana Sardo）は、イタリア共和国サルデーニャ州ヌーオロ県にある、人口約1,800人の基礎自治体（コムーネ）。

## 地理

### 位置・広がり

#### 隣接コムーネ
隣接するコムーネは以下の通り。括弧内のORはオリスターノ県所属を示す。
- アリッツォ
- アッツァーラ
- ベルヴィ
- ラーコニ (OR)
- サムゲーオ (OR)